# سد ريمة
سد  ريمة هو سد خراساني يقع في محافظة أبها التابعة لمنطقة عسير في المملكة العربية السعودية افتتح في عام 1431 هـ. الغرض الرئيسي من السد هو السيطرة على الفيضانات.

## الخصائص
أنشئ سد ريمة سنة 1431 هــ من أجل استعاضة مياه الآبار الجوفية وتوفير مياه الشرب لسكان المنطقة والاستفادة من موارد المياه في المستجمع المائي، حاجزه من النوع الخرساني، يبلغ طول السد 60 مترًا وارتفاعه يبلغ 8 مترًا وبسعة تخزينية تفوق 150 000 متر مكعب.

## الموقع
يقع سد ريمة شرق قرية شرمة (الطريق الرئيسي رقم 15) وجنوب مركز طبب بـ 2,5 كلم على الطريق الثانوي رقم 2520.

## المشروع
يندرج إنجاز سد ريمة ضمن مشاريع فرع وزارة والمياه بمنطقة عسير لسنة 2008، ولك بتنفيذ ثمان سدود في ريمة وتباله وترجس والطلحة وجوف آل معمر إضافة إلى تنفيذ سدود المجموعة السادسة والثامنة والتاسعة والعاشرة إضافة إلى ثلاثة سدود في مربة وعتود بتكاليف بلغت أكثر من ثلاثمائة وخمسة وسبعين مليون ريال.

## وصلات خارجية
- خريطة أبها بسلم 1:500000